# Чилісайський рудник
Чилісайський рудник — гірничодобувне підприємство в Актюбінській області на заході Казахстану, призначене для видобутку фосфоритів.
Чилісайське родовище фосфоритів має низький вміст корисної речовини — лише 9—10 % пентаоксиду фосфору, проте вирізняється великими ресурсами й неглибоким заляганням. Фосфоритоносні породи витягнулись на пів сотні кілометрів та займають площу у 800 км2, а їх обсяг оцінюється у 0,5—0,8 млрд тонн. Руда лежить на глибинах від 0,5 до 15 метрів у фосфоритному пласті завтовшки близько 1 метра, при цьому переміщення розкривних порід може здійснюватися в межах наявного кар'єру з постійною рекультивацією відпрацьованого простору.
Перший етап спорудження Чилісайського рудника припав на 1976—1979 роки, після чого будівництво заморозили. Воно відновилося в 1984-му, а наприкінці 1986-го рудник став до ладу. Одночасно спорудили збагачувальний комплекс продуктивністю 750 тисяч тонн фосфору на рік і мікрорайон у містечку Кандиагач, призначений для проживання персоналу. Можливо також відзначити, що лише за кілька десятків кілометрів працював Актюбінський (Алгінський) хімічний завод, який, зокрема, спеціалізувався на виробництві фосфорних добрив.
На тлі краху планової економіки Чилісайсткий рудник потрапив у складне становище та припинив роботу, а обладнання та споруди пустили на брухт або прийшли в непридатний для використання стан.
У другій половині 2000-х за відновлення видобутку взялася компанія з британською реєстрацією Sunkar Resources, що діє через ТОВ «Темир-Сервіс». Цього разу вирішили використати пересувний дробильно-сортувальний комплекс та цех помолу фосфоритів з двома установками сукупною продуктивністю 40 тонн на годину, що мало забезпечувати випуск 280 тисяч тонн фосфоритної муки на рік. Випуск продукції стартував 2010 року.
Анонсувались плани організації на базі Чилісайського родовища повномасштабного виробництва добрив (моно- та діамонійфосфату), проте відповідний проєкт потребував до 2 млрд доларів США. При цьому станом на початок 2020-х «Темір-Сервіс» перебувала в не найкращому стані і щодо неї велися суди з метою стягнення боргів продукцією.